# 2 квітня
2 квітня — 92-й день року (93-й у високосні роки) у григоріанському календарі. До кінця року залишається 273 дні.

## Свята і пам'ятні дні

### Міжнародні
- Організація об'єднаних націй: Всесвітній день розповсюдження інформації про проблему аутизму
- Міжнародний день дитячої книги
- День примирення.

### Національні
- Аргентина: День Мальвінських островів.
- Україна: в Україні відзначається День кінолога. Саме другого квітня 1994 року була створена Кінологічна служба Міністерства внутрішніх справ України.

### Релігійні
Православ'я:
- Преподобного Тита, чудотворця.
- Мучеників Амфіана і Едесія.
- Мученика Полікарпа Олександрійського.

### Іменини
✝  Католицькі:
✙ Православні: Тит.

## Події
- 1513 — у ході пошуків легендарного «джерела вічної молодості» іспанський дослідник Хуан Понсе де Леон висадився на узбережжі Флориди в районі сучасного містечка Сент-Августин і оголосив півострів власністю Іспанії.
- 1657 — після смерті імператора Священної Римської імперії Фердинанда III почались переговори про спадкоємця трону.
- 1792 — Конгрес США прийняв акт про карбування монети, за яким один долар рівний 100 центам і містить 24,1 грамів чистого срібла.
- 1800 — прем'єра Симфонії № 1 Бетховена у віденському Бурґтеатрі.
- 1905 — офіційно відкрито Симплонський тунель (20 км) під Альпами, що зв'язав Швейцарію та Італію.
- 1912 — лайнер «Титанік» вийшов у море для перевірки ходових іспитів, які успішно пройшли.
- 1917 — Тимчасовий уряд скасував національні та релігійні обмеження в Російській імперії. Скасована смуга осілості.
- 1918 — Початок антибільшовицького повстання у Шостці.
- 1958 — у Вічита-Фолс (Техас) зареєстровано торнадо, що розвинуло швидкість 450 км/год.
- 1966 — радянський супутник вперше у світі облетів Місяць.
- 1967 — у день народження казкаря Ганса Крістіана Андерсена заснували Міжнародний день дитячої книги.
- 1968 — в районі Зейтун, що на околиці єгипетської столиці Каїр, над храмом коптів-християн люди спостерігали в небі явлення Діви Марії.
- 1968 — прем'єра культового фільму Стенлі Кубрика «Космічна одіссея 2001».
- 1978 — на американському телеканалі CBS почався показ серіалу «Даллас», який через неймовірну популярність із запланованого 5-серійного фільму переріс у кіноепопею, що тривала 13 років.
- 1982 — аргентинський десант висадився на Фолклендських островах. Початок Фолклендської війни.
- 1989 — Центральний комітет Палестинської національної ради обрав Ясіра Арафата Президентом самопроголошеної Палестинської держави.
- 1996 — Борис Єльцин і Олександр Лукашенко підписали договір про створення союзної держави;
- 2007 — Президент України Віктор Ющенко підписав указ «Про розпуск Верховної Ради України» на підставі статті 90 Конституції України.

## Народились
Дивись також Категорія:Народились 2 квітня
- 742 — Карл Великий, король франків, пізніше римський імператор (засновник Імперії Каролінгів)
- 1151 — Ігор Святославич, Новгород-Сіверський князь (з 1178) і князь чернігівський (1198). Син чернігівського князя Святослава Ольговича, з роду Ольговичів (онук Олега Святославича та праправнук Ярослава Мудрого).
- 1527 — Абрагам Ортеліус, фламандський картограф, видавець першого атласу;
- 1618 — Франческо Марія Грімальді, італійський фізик і астроном. Склав першу карту Місяця.
- 1725 — Джакомо Казанова, авантюрист, герой-коханець, письменник (†1798);
- 1805 — Ганс Крістіан Андерсен, данський письменник, поет і казкар («Гидке каченя», «Стійкий олов'яний солдатик», «Снігова королева», «Кресало», «Русалонька») (†1875);
- 1817 — Яків Дяченко, військовик Російської імперії українського походження, засновник міста Хабаровськ.
- 1827 — Вільям Голман Гант, англійський живописець, один із засновників прерафаелітського братства.
- 1840 — Василь Волков, український і російський художник-передвижник.
- 1840 — Еміль Золя, французький письменник («Ругон-Маккари», «Жерміналь», «Чрево Парижа»), публіцист («Я звинувачую») (†1902)
- 1848 — Володимир Пухальський, український піаніст білоруського походження, композитор, педагог, музичний діяч. Перший ректор Київської консерваторії.
- 1862 — Ніколас М'юррей Батлер, американський теоретик і практик педагогіки, політик, публіцист, президент одного з найбільших університетів США — Колумбійського університету; Лауреат Нобелівської премії миру (1931).
- 1875 — Волтер Крайслер, американський підприємець, засновник корпорації «Chrysler»;
- 1883 — Олекса Грищенко, український художник, письменник, мистецтвознавець.
- 1888 — Роже Дюкре, французький фехтувальник, триразовий олімпійський чемпіон (1924).
- 1890 — Хідейосі Обата, японський полководець, генерал-лейтенант Імперської армії Японії.
- 1891 — Макс Ернст, франко-німецький художник, скульптор, один з основоположників сюрреалізму
- 1902 — Михайло Гречина, український архітектор, спорудив у Києві Республіканський стадіон, Палац спорту та готель «Русь»
- 1914 — Алек Гіннесс, англійський актор
- 1922 — Сергій Адамович, український художник-графік.
- 1926 — Джек Бребем, гонщик, триразовий чемпіон «Формули-1».
- 1928 — Серж Генсбур, французький актор, композитор, шансоньє, художник, письменник; син єврейських вихідців з України — піаніста Йосипа Гінзбурга з Харкова і співачки Ольги Бесман з Феодосії.
- 1939 — Марвін Гей, американський співак
- 1990 — Артем Слісарчук, офіцер Збройних сил України, учасник російсько-української війни. Герой України.

## Померли

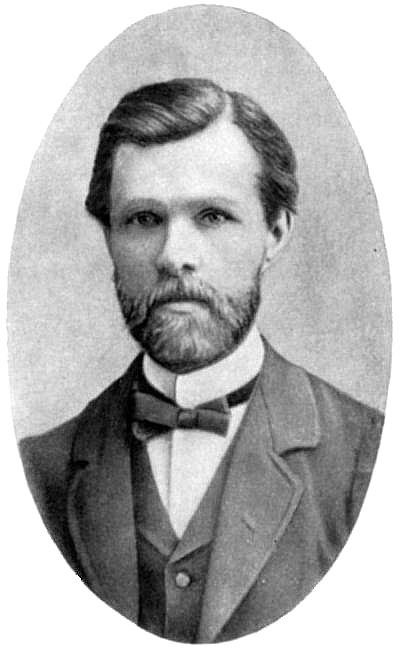
Іван Нечуй-Левицький

Дивись також Категорія:Померли 2 квітня
- 1640 — Пауль Флемінг, німецький поет епохи бароко.
- 1709 — Джованні Батиста Гауллі, на прізвисько Бачичча, італійський художник епохи бароко, відомий як майстер фрескового і портретного живопису.
- 1777 — Максим Березовський, український композитор, класик європейської музики.
- 1872 — Семюел Фінлі Бріз Морзе, американський художник та винахідник; у 1837 році винайшов електромеханічний телеграф, у 1838 році розробив телеграфний код (азбука Морзе)
- 1914 — Пауль Гейзе, німецький письменник, лауреат Нобелівської премії з літератури 1910 року («Діти століття», «У раю»).
- 1918 — Іван Нечуй-Левицький, український письменник («Маруся Богуславка», «Микола Джеря», «Кайдашева сім'я»), перекладач.
- 1930 — Завдіту I, імператриця Ефіопії.
- 1952 — Бернар Ліо, французький астроном.
- 1953 — Жан Епштейн, французький кінорежисер, теоретик, критик.
- 1966 — Сесіл Скотт Форестер, англійський письменник, військовий історик та голлівудський сценарист.
- 1974 — Жорж Помпіду, президент Франції (1969–1974).
- 1995 — Ганнес Альвен, шведський фізик і астроном, лауреат Нобелівської премії з фізики 1970 року
- 1997 — Томоюкі Танака, японський кінопродюсер, сценарист. Найбільше відомий за створенням серії фільмів про Ґодзіллу.
- 2005 — Іван Павло II, 264-й Папа Римський, перший в історії Папа-слов'янин
- 2013 — Хесус Франко, іспанський режисер, актор, оператор, продюсер, композитор і сценарист.
- 2022 — Макс Левін, український фотокореспондент, документальний фотограф